# Burundi bwacu
Burundi bwacu este imnul național din Burundi. Versurile au fost scrise de un grup de scriitori conduși de preotul catolic Jean-Baptiste Ntahokaj, iar muzica a fost compusă de Marc Barengayabo. A devenit imn oficial după obținerea independenței în 1962.